# Lons-le-Saunier
Lons-le-Saunier er en mindre fransk provinsby i regionen Bourgogne-Franche-Comté . Den er hovedsæde i departementet Jura.